# Discografia de Ha*Ash
O duo musical americano Ha*Ash composta pelas irmãs Ashley Grace e Hanna Nicole, lançou cinco álbuns de estúdio, dois álbum ao vivo, um Extended plays, vinte e sete singles e vinte e três videoclipes.
Entre 2002 e 2003, gravaram seu primeiro álbum auto-intitulado. Seu primeiro single foi "Odio amarte" com o qual elas caíram no gosto do público adolescente do México. Essa produção atingiu a certificações de ouro e platina no Mexico. Em 2005, o duo retornou com seu segundo álbum intitulado Mundos opuestos, baseado no caráter diferente das irmãs, atingiu o número oito nas paradas mexicanas, além de obter a certificações de ouro e platina no país.
No início de 2008, entraram nos estúdios de gravação em Nashville, Tennesse para preparar seu terceiro álbum Habitación Doble, sendo elas as que escreveram a maioria das canções. Este novo material foi lançado em 1 de agosto de 2008, alcançando o número seis no México e a certificação de ouro. Três anos passaram entre o último álbum de Ha*Ash e esta produção intitulada A Tiempo. O álbum foi preparado em Los Angeles, California e Milán, Italia em 2009 e 2010. Esse material foi colocado à venda em 16 de maio de 2011, alcançando o número quatro no México e conquistando a certificação de platina duplo mais ouro no México.
Depois de renovar seu contrato com a Sony Music, Ha*Ash começou os preparativos para seu primeiro álbum ao vivo intitulado Primera Fila: Hecho Realidad. A gravação do álbum começou em 7 de julho de 2014 na Cidade do México e começou a ser vendida em 11 de novembro de 2014, alcançando #1 nas listas do México, além de obter a certificados de quádrupla platina mais ouro. Ha*Ash retornou com uma nova proposta, intitulada 30 de febrero. O álbum foi lançado em 1 de dezembro de 2017, pela Sony Music Latin, e obteve a certificação de platina, alcançando o número #3 dos os mais vendidos no México.
Em outubro de 2018, Ha*Ash se tornou as primeiras latina a ter Spotify Singles, um EP gravado aucusticamente exclusivamente para o Spotify, econsiste em versões ao vivo de "No pasa nada" e "Adios amor", dos Christian Nodal. Em 6 de dezembro de 2019, pela Sony Music Latin, Ha*Ash libero o álbum ao vivo, intitulado En Vivo, baseado em imagens do show no México realizado em 11 de novembro de 2018.

## Álbuns

### Álbum de estúdio
| Detalhes do álbum                                                                                                | Melhores posições atingidas | Melhores posições atingidas | Vendas                  | Certificações (vendas necessárias) |
| Detalhes do álbum                                                                                                | Latin                       | MEX                         | Vendas                  | Certificações (vendas necessárias) |
| --- | --------------------------- | --------------------------- | ----------------------- | ---------------------------------- |
| Ha*Ash - Lançamento: Maio 11, 2003 - Formato: CD - Gravadora: Sony Music Latin                                   | 19                          | 3                           | - : 400,000 - : 225,000 | - : Ouro + Platina                 |
| Mundos Opuestos - Lançamento: Setembro 17, 2005 - Formato: CD - Gravadora: Sony Music Latin                      | —                           | 8                           | - : 500,000             | - : Ouro + Platina                 |
| Habitación Doble - Lançamento: Agosto 1, 2008 - Formato: CD - Gravadora: Sony Music Latin - Allmusic:            | 14                          | 6                           | - : 450,000             | - : Ouro                           |
| A Tiempo - Lançamento: Maio 16, 2011 - Formato: CD + DVD, digital download - Gravadora: Sony Music Latin         | —                           | 4                           |                         | - : 3× Platina                     |
| 30 de febrero - Lançamento: Dezembro 1, 2017 - Formato: CD + DVD, digital download - Gravadora: Sony Music Latin | 11                          | 3                           |                         | - : Ouro + Platina                 |
| Haashtag - Lançamento: Setembro 1, 2022 - Formato: CD, digital download - Gravadora: Sony Music Latin            | —                           | —                           |                         |                                    |
| "—" denota um item que não entrou na tabela ou não foi lançado no território.                                    |                             |                             |                         |                                    |

### Álbuns ao vivo
| Detalhes do álbum | Melhores posições atingidas | Melhores posições atingidas | Melhores posições atingidas | Vendas                  | Certificações (vendas necessárias)                                                                         |
| Detalhes do álbum | Latin                       | MEX                         | Espanha                     | Vendas                  | Certificações (vendas necessárias)                                                                         |
| --- | --------------------------- | --------------------------- | --------------------------- | ----------------------- | --- |
| Primera fila: Hecho realidad - Lançamento: Novembro 11, 2014 - Formato: CD, DVD, Blu-Ray - Gravadora: Sony Music Latin | 16                          | 1                           | 52                          | - : 650,000 - : 300,000 | - : Diamante + Ouro - : Platina - : Ouro - : Ouro - : 2× Platina - : Platina - : Platina (América Central) |
| En vivo - Lançamento: Dezembro 6, 2019 - Formato: 2 CD/DVD, digital download - Gravadora: Sony Music Latin             | —                           | 1                           | —                           |                         | |
| "—" denota um item que não entrou na tabela ou não foi lançado no território.                                          |                             |                             |                             |                         | |

## Extended plays
| Detalhes do álbum | Observações |
| --- | --- |
| Spotify Singles - Lançamento: Outubro 11, 2018 - Formato: Streaming - Gravadora: Sony Music Entertainment México                              | - Um EP gravado aucusticamente exclusivamente para o Spotify. - Consiste em versões ao vivo de "No pasa nada" e "Adios amor", dos Christian Nodal. |
| Lo Más Romántico de Ha*Ash - Lançamento: Outubro 11, 2018 - Formato: digital download, Streaming - Gravadora: Sony Music Entertainment México | - EP de 6 faixas somente digital lançado em 2021 pela Sony Músic Mexico.                                                                           |

## Singles

### Como artista principal
| Ano                                                                           | Canção                                               | Melhores posições atingidas | Melhores posições atingidas | Melhores posições atingidas | Melhores posições atingidas | Melhores posições atingidas | Melhores posições atingidas | Certificações (vendas necessárias) | Álbum                        |
| Ano                                                                           | Canção                                               | Latin Pop                   | Latin Airplay               | Hot Latin                   | MEX                         | Español Airplay             | Airplay                     | Certificações (vendas necessárias) | Álbum                        |
| ----------------------------------------------------------------------------- | ---------------------------------------------------- | --------------------------- | --------------------------- | --------------------------- | --------------------------- | --------------------------- | --------------------------- | ---------------------------------- | ---------------------------- |
| 2002                                                                          | "Odio amarte" 1                                      | —                           | —                           | —                           | 2                           | —                           | —                           |                                    | Ha*Ash                       |
| 2003                                                                          | "Estés en donde estés"                               | 9                           | 14                          | 14                          | 1                           | —                           | —                           |                                    | Ha*Ash                       |
| 2003                                                                          | "Te quedaste"                                        | 17                          | 28                          | 28                          | 5                           | —                           | —                           |                                    | Ha*Ash                       |
| 2004                                                                          | "Soy mujer" 1                                        | —                           | —                           | —                           | 5                           | —                           | —                           |                                    | Ha*Ash                       |
| 2004                                                                          | "Si pruebas una vez" 1                               | —                           | —                           | —                           | 7                           | —                           | —                           |                                    | Ha*Ash                       |
| 2005                                                                          | "Amor a medias"                                      | —                           | —                           | —                           | 4                           | —                           | —                           |                                    | Mundos opuestos              |
| 2005                                                                          | "Me entrego a ti"                                    | —                           | —                           | —                           | 4                           | —                           | —                           |                                    | Mundos opuestos              |
| 2006                                                                          | "¿Qué hago yo?"                                      | —                           | —                           | —                           | 1                           | 36                          | —                           | - : Platina (ringtone)             | Mundos opuestos              |
| 2006                                                                          | "Tu mirada en mi" 2                                  | 24                          | —                           | —                           | —                           | —                           | —                           |                                    | Mundos opuestos              |
| 2008                                                                          | "No te quiero nada"                                  | —                           | 14                          | 14                          | 1                           | 31                          | —                           |                                    | Habitación Doble             |
| 2008                                                                          | "Lo que yo sé de ti"                                 | —                           | —                           | —                           | 1                           | 1                           | 1                           |                                    | Habitación Doble             |
| 2009                                                                          | "Tú y yo volvemos al amor"                           | —                           | —                           | —                           | —                           | 20                          | 31                          |                                    | Habitación Doble             |
| 2011                                                                          | "Impermeable"                                        | —                           | —                           | —                           | 1                           | 1                           | 6                           | - : Ouro                           | A Tiempo                     |
| 2011                                                                          | "Te dejo en libertad"                                | 29                          | —                           | —                           | 1                           | 1                           | 1                           | - : Ouro + Platina                 | A Tiempo                     |
| 2012                                                                          | "Todo no fue suficiente"                             | —                           | —                           | —                           | 4                           | 2                           | 11                          |                                    | A Tiempo                     |
| 2012                                                                          | "¿De dónde sacas eso?"                               | —                           | —                           | —                           | 3                           | 4                           | 9                           | - : Ouro                           | A Tiempo                     |
| 2014                                                                          | "Perdón, perdón"                                     | 17                          | 35                          | 36                          | 1                           | 1                           | 2                           | - : Diamante + 2× Platina          | Primera fila: Hecho realidad |
| 2015                                                                          | "Lo aprendí de ti"                                   | 19                          | 48                          | 32                          | 1                           | 1                           | 7                           | - : Diamante + 2× Platina          | Primera fila: Hecho realidad |
| 2015                                                                          | "Ex de verdad"                                       | —                           | —                           | —                           | 1                           | 33                          | —                           | - : 4× Platina                     | Primera fila: Hecho realidad |
| 2015                                                                          | "No te quiero nada" (com participação de Axel)       | —                           | —                           | —                           | 1                           | —                           | —                           | - : Platina                        | Primera fila: Hecho realidad |
| 2015                                                                          | "Dos copas de más"                                   | —                           | —                           | —                           | 3                           | 3                           | 16                          | - : Platina                        | Primera fila: Hecho realidad |
| 2016                                                                          | "Sé que te vas"                                      | —                           | —                           | —                           | 16                          | 28                          | —                           | - : Ouro                           | Primera fila: Hecho realidad |
| 2017                                                                          | "100 años" (com Prince Royce)                        | 24                          | 50                          | 54                          | 1                           | 1                           | 3                           | - : 4× Platina - : 2× Platina      | 30 de febrero                |
| 2018                                                                          | "No pasa nada"                                       | —                           | —                           | —                           | 2                           | 4                           | 13                          | - : 3× Platina                     | 30 de febrero                |
| 2018                                                                          | "Eso no va a suceder"                                | 34                          | —                           | —                           | 1                           | 1                           | 6                           | - : Platina + Ouro                 | 30 de febrero                |
| 2019                                                                          | "¿Qué me faltó?"                                     | —                           | —                           | —                           | 2                           | —                           | —                           | - : Platina + Ouro                 | 30 de febrero                |
| 2019                                                                          | "Si tú no vuelves" (com participação de Miguel Bosé) | —                           | —                           | —                           | 1                           | —                           | —                           |                                    | En vivo                      |
| 2022                                                                          | "Lo que un hombre debería Saber"                     | 16                          | —                           | —                           | 1                           | 1                           | 3                           | - : Ouro                           | Haashtag                     |
| 2022                                                                          | "Supongo que lo sabes"                               | 19                          | —                           | —                           | 1                           | —                           | —                           | - : Ouro                           | Haashtag                     |
| 2022                                                                          | "Mi salida contigo" (com participação de Kenis OS)   | 19                          | —                           | —                           | 1                           | —                           | —                           | - : Ouro                           | Haashtag                     |
| "—" denota um item que não entrou na tabela ou não foi lançado no território. |                                                      |                             |                             |                             |                             |                             |                             |                                    |                              |

- Ha1  Lançado somente no México
- 2  Lançado somente no Estados Unidos

### Outras canções
| Ano  | Obra                                                  | Certificações | Álbum         |
| ---- | ----------------------------------------------------- | ------------- | ------------- |
| 2017 | "30 de febrero" 1 (com participação de Abraham Mateo) | - : Ouro      | 30 de febrero |
| 2017 | "Ojalá" 1                                             | - : Ouro      | 30 de febrero |

- 1  Lançado somente no México
- 2  Lançado somente no Estados Unidos

### Como artista convidada
| Ano                                                                           | Obra                                                                            | Melhores posições atingidas | Melhores posições atingidas | Melhores posições atingidas | Melhores posições atingidas | Certificações                    | Álbum                |
| Ano                                                                           | Obra                                                                            | Latin Pop                   | Español Airplay             | Airplay                     | SPN                         | Certificações                    | Álbum                |
| ----------------------------------------------------------------------------- | ------------------------------------------------------------------------------- | --------------------------- | --------------------------- | --------------------------- | --------------------------- | -------------------------------- | -------------------- |
| 2012                                                                          | "Adelante" (Paty Cantú com participação de María León, Rodrigo Dávila e Ha*Ash) | —                           | —                           | —                           | —                           |                                  | Não inclusa em álbum |
| 2013                                                                          | "Te voy a perder" (Leonel García com participação de Ha*Ash)                    | —                           | 22                          | 9                           | —                           |                                  | Todas mías           |
| 2016                                                                          | "Mi niña mujer" (Los angeles azules com participação de Ha*Ash)                 | —                           | 11                          | 31                          | —                           |                                  | De plaza en plaza    |
| 2017                                                                          | "Destino o casualidad" (Melendi com participação de Ha*Ash)                     | 38                          | 10                          | 32                          | 56                          | - : Platina - : Platina - : Ouro | Quítate las gafas    |
| 2020                                                                          | "Resistiré México" (como parte do Artists for México)                           | —                           | 4                           | 15                          | —                           |                                  | Não inclusa em álbum |
| 2021                                                                          | "Fuiste mía" (MYA com Ha*Ash)                                                   | —                           | —                           | —                           | —                           |                                  | Não inclusa em álbum |
| "—" denota um item que não entrou na tabela ou não foi lançado no território. |                                                                                 |                             |                             |                             |                             |                                  |                      |

## Aparições em álbuns
| Ano  | Canção                                        | Artista(s)         | Álbum                        | Ref    |
| ---- | --------------------------------------------- | ------------------ | ---------------------------- | ------ |
| 2003 | "He Venido a Pedirte Perdón"                  | Víctor García      | Víctor García                | [ 31 ] |
| 2004 | "Llévate"                                     | Kalimba            | Aerosul                      | [ 32 ] |
| 2005 | "Estaré"                                      | Kabah              | El pop ha muerto viva el pop | [ 33 ] |
| 2009 | "Tan Lejos"                                   | Melocos            | Somos                        | [ 34 ] |
| 2010 | "Mujer contra mujer"                          | —                  | Tributo a Ana, José y Nacho  | [ 35 ] |
| 2011 | "Temblando"                                   | Hombres G          | En la playa                  | [ 36 ] |
| 2012 | "Úneme" (solo Ashley Grace)                   | Dan Masciarelli    | Dile                         | [ 37 ] |
| 2013 | "Te Amaré Más Allá"                           | Cristian Castro    | Primera fila - Día 1         | [ 38 ] |
| 2014 | "Lo Pasado Pasado"                            | José José          | Duetos, vol 2                | [ 39 ] |
| 2014 | "Te Mueves Tú, Se Mueven Todos"               | Reik, David Bisbal | Não inclusa em álbum         | [ 40 ] |
| 2017 | "Te Aprovechas"                               | Alicia Villarreal  | La Villarreal                | [ 41 ] |
| 2018 | "Perdón, Perdón"                              | Los Ángeles Azules | Esto sí es cumbia            | [ 42 ] |
| 2019 | "Rosas en Mi Almohada"                        | María José         | Conexión                     | [ 43 ] |
| 2022 | "Lo Aprendí de Ti"                            | Arthur Hanlon      | Piano y Mujer II             | [ 44 ] |
| 2022 | "Bridge Over Troubled Water"                  | Arthur Hanlon      | Piano y Mujer II             | [ 44 ] |
| 2022 | "We Are Going to Make It Tonight (Outro Jam)" | Vários artistas    | Piano y Mujer II             | [ 44 ] |

## Trilhas sonoras
| Ano  | Canção               | Film/ Telenovelas   | Artista      | Ref    |
| ---- | -------------------- | ------------------- | ------------ | ------ |
| 2003 | "Un amigo así"       | Magos y Gigantes    | Ha*Ash       | [ 45 ] |
| 2006 | "Código Postal"      | Código postal       | Ha*Ash       | [ 46 ] |
| 2009 | "Cree y atrévete"    | Tinker Bell         | Ha*Ash       | [ 47 ] |
| 2012 | "Subiré al infierno" | Cumbia Ninja        | Ha*Ash       | [ 48 ] |
| 2016 | "Al fin"             | Sing (film)         | Ashley Grace | [ 49 ] |
| 2016 | "Hasta que regreses" | El regreso de Lucas | Ha*Ash       | [ 50 ] |
| 2021 | "Vencer el pasado"   | Vencer el pasado    | Ha*Ash       | [ 51 ] |

## Vídeos musicais
| Ano  | Obra                             | Álbum                        | Diretor(es)     |
| ---- | -------------------------------- | ---------------------------- | --------------- |
| 2003 | "Odio amarte"                    | Ha*Ash                       | Desconhecido    |
| 2003 | "Estés en donde estés"           | Ha*Ash                       | Desconhecido    |
| 2004 | "Te quedaste"                    | Ha*Ash                       | Desconhecido    |
| 2005 | "Amor a medias"                  | Mundos Opuestos              | Gustavo Garzón  |
| 2005 | "Me entrego a ti"                | Mundos Opuestos              | David Ruiz      |
| 2006 | "¿Qué hago yo?"                  | Mundos Opuestos              | Leo Sánchez     |
| 2006 | "Tu mirada en mi"                | Mundos Opuestos              | David Ruiz      |
| 2008 | "No te quiero nada"              | Habitación Doble             | Desconhecido    |
| 2008 | "Lo que yo sé de ti"             | Habitación Doble             | Pablo Davila    |
| 2011 | "Impermeable"                    | A Tiempo                     | Fausto Terán    |
| 2011 | "Te dejo en libertad"            | A Tiempo                     | Desconhecido    |
| 2012 | "Todo no fue suficiente"         | A Tiempo                     | Desconhecido    |
| 2012 | "¿De dónde sacas eso?"           | A Tiempo                     | Desconhecido    |
| 2014 | "Perdón, perdón"                 | Primera Fila: Hecho Realidad | Nahuel Lerena   |
| 2015 | "Lo aprendí de ti"               | Primera Fila: Hecho Realidad | Nahuel Lerena   |
| 2015 | "Ex de verdad"                   | Primera Fila: Hecho Realidad | Nahuel Lerena   |
| 2015 | "No te quiero nada"              | Primera Fila: Hecho Realidad | Nahuel Lerena   |
| 2015 | "Dos copas de más"               | Primera Fila: Hecho Realidad | Nahuel Lerena   |
| 2016 | "Sé que te vas"                  | Primera Fila: Hecho Realidad | Nahuel Lerena   |
| 2017 | "100 años"                       | 30 de febrero                | Pablo Croce     |
| 2018 | "No pasa nada"                   | 30 de febrero                | Pablo Croce     |
| 2018 | "Eso no va a suceder"            | 30 de febrero                | Emiliano Castro |
| 2019 | "¿Qué me faltó?"                 | 30 de febrero                | Toño Tzinzun    |
| 2019 | "Si tú no vuelves"               | En vivo                      | Gonzalo Ferrari |
| 2022 | "Lo que un hombre debería Saber" | Haashtag                     | Pablo Croce     |
| 2022 | "Supongo que lo sabes"           | Haashtag                     | Pablo Croce     |
| 2022 | "Mi salida contigo"              | Haashtag                     | Desconhecido    |